# Grabovica, Kladovo

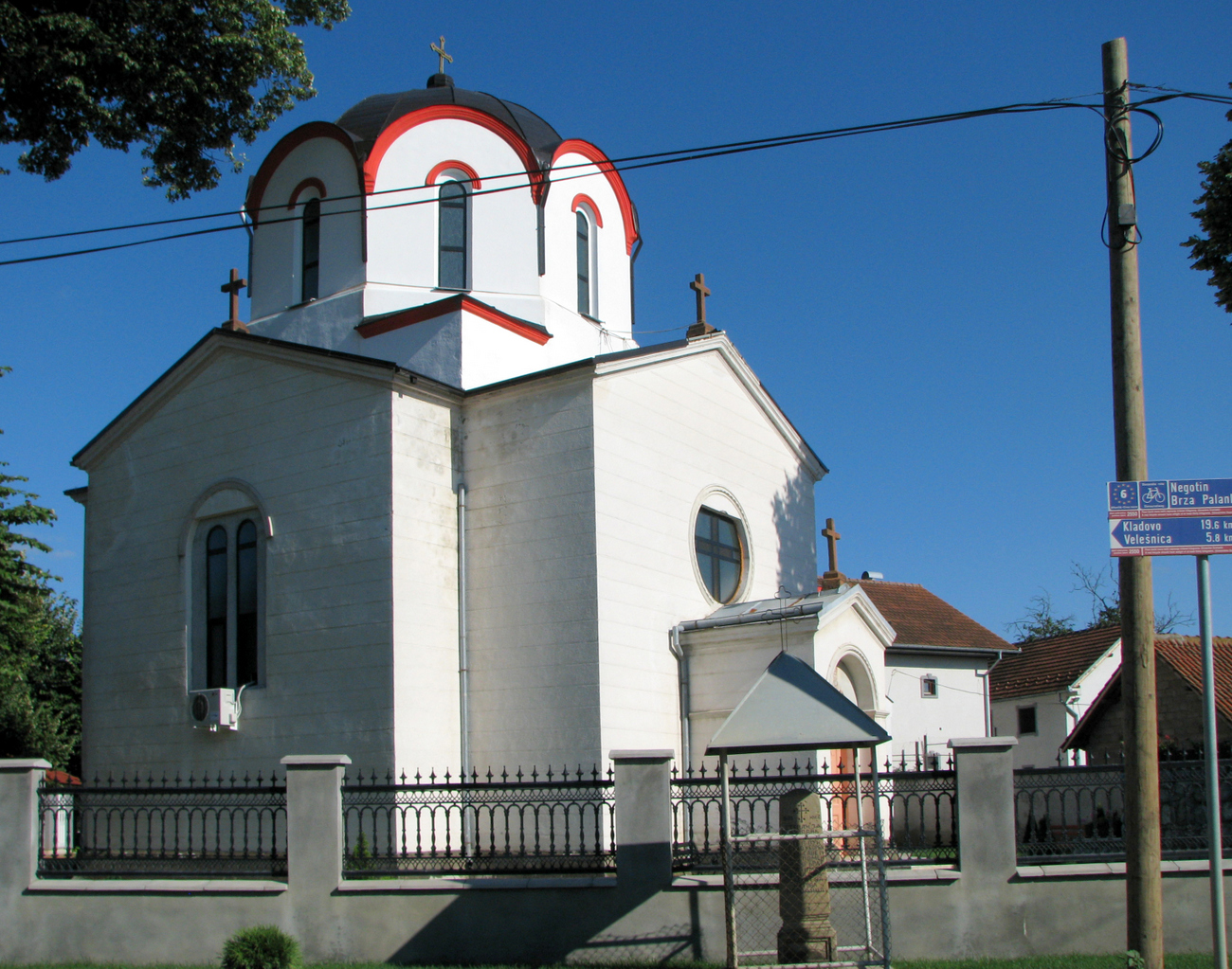
St Nikola-kyrkan i Grabovica

Grabovica är en by i Kladovo kommun, Serbien. Enligt folkräkningen 2002 hade byn en befolkning på 880 personer.
Byn har en grundskola, en serbisk-ortodox kyrka och ett monument över de fallna partisanerna under andra världskriget.